# Maxim Grechkin
Maxim Grechkin (in ebraico מקסים גרצ'קין‎?, in ucraino Максим Гречкін?, Maksym Hrečkin; Kiev, 4 marzo 1996) è un calciatore ucraino naturalizzato israeliano, difensore dell'Hapoel Gerusalemme.

## Biografia
Nato a Kiev, all'età di 3 anni si trasferisce con la sua famiglia a Holon in Israele.

## Carriera

### Club
Ha giocato nella prima divisione israeliana ed in quella ucraina.

### Nazionale
Ha giocato nella nazionale israeliana Under-21.
Nel 2022 ha esordito con la nazionale maggiore israeliana.

## Palmarès

### Club

#### Competizioni nazionali
- Coppa d'Israele: 1

Beitar Gerusalemme: 2022-2023